# 旧日本銀行広島支店
旧日本銀行広島支店（きゅうにっぽんぎんこうひろしましてん）は、広島県広島市中区袋町にある、日本銀行のかつての営業所。
水主町にあった日銀営業所を業務拡大に伴い、1936年（昭和11年）9月にこの地に移転、1992年（平成4年）3月中区基町に移転するまで使用された。1945年広島市への原子爆弾投下で爆心地から380mと近距離にあったが倒壊を免れた、現存する被爆建物の一つ。2000年7月市の重要文化財に指定され、同時に日銀から市へ無償貸与された。「広島原爆遺跡」として国の史跡に指定される予定。国の重要文化財に指定されれば日銀から市に無償譲与されることが決定している。
広島市における昭和初期を代表する建築物であり、広島に現存する被爆建物の中でも抜群に保存状態がよい。遺構として一般公開されており、広島市民局文化スポーツ部文化振興課に申し込めば芸術文化活動拠点としても利用できる。西側が鯉城通りで袋町停留場そばにある。東隣に頼山陽史跡資料館がある。

## 建物

### 文化財
- 令和　年国の史跡に指定
- 平成12年（2000年）市の重要文化財に指定
- 平成6年（1994年）広島市が選定した被爆建物台帳に登録

### 展示
建物見学自体は無料。2023年時点で3階と1階は貸出スペースとして公表されている。地下1階に広島県人の移民に関する資料が常設展示されている。
- 3階 - （暫定貸出スペース）
  - フリースペース1（55m2）、フリースペース2（47m2）、フリースペース3（98m2）、フリースペース4（95m2）[1]
- 2階 - 
  - 支店長室[5]
- 1階 - （暫定貸出スペース）
  - 一般事務室 345m2、ロビー 166m2、第1応接室 32m2、第2応接室 21m2、面会室10m2 [1]
- 地下 - （移民に関する常設展示[5]）
  - 第1号金庫室 105m2、第2号金庫室 105m2、公文庫 94m2、OCR室 83m2 [6]

### 特徴
近代の広島市は日清戦争で広島大本営が置かれ日清・日露戦争共に兵站拠点となったことで軍都として急速に発展し、その中で日銀の業務が拡大していったことにより手狭となったため建設された。設計者は長野宇平治と日銀臨時建築部、施工は清水組。構造は鉄筋コンクリート構造（鉄骨鉄筋コンクリート構造とも）。1936年（昭和11年）8月竣工、同年9月移転。
長野の最晩年の作品であり、約10年前である1925年（大正14年）に三井銀行（帝国銀行）広島支店（のちの広島アンデルセン）を設計しており広島市内での銀行建築は2例目になる。長野は日本銀行本店などいくつもの日本銀行本店・支店を設計しているが、広島支店は他の設計した日銀建物とくらべて正面の角柱がイオニア式である他はごくシンプルな外観、質実剛健というか堅牢さをイメージする作品となっている。これは建築当時満州事変から日中戦争へと向かっていた時期であったため世相を反映して飾り立てなかったと推定されている。外壁は花崗岩クラリット張。
金庫はアメリカモスラー社製で竣工当時のものが無傷のままで残っている。なお長野が先に設計した三井（帝国）銀行でもモスラー社のものが用いられており、そちらのほうが被爆に耐えた金庫として著名。
内部は長野が得意とする古典主義的（ルネサンス様式）意匠を凝らしている。1・2階は吹き抜けで豪華なコリント式装飾が施された4つの角柱で支えていたが、天井面の装飾とともに被爆でなくなっている。2階の支店長室の床は寄木張り、2階の応接室には大理石が用いられている。2階の壁の一部には竣工当時から施されていた木目塗りが残っている。他にも木目塗りがあるが戦後に施されたもの。
以下、2006年（平成18年）2月時点の内部。

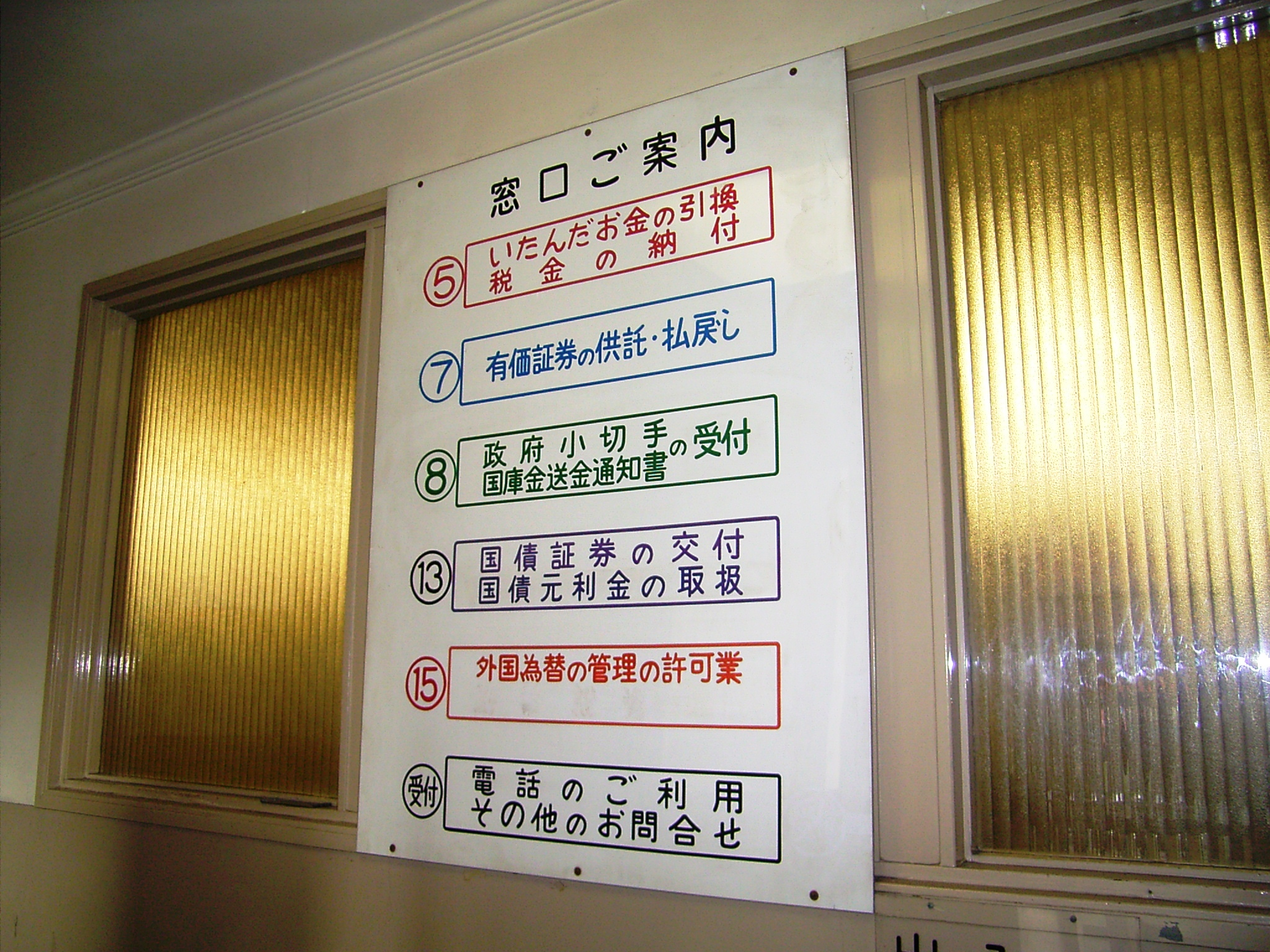
1階案内板
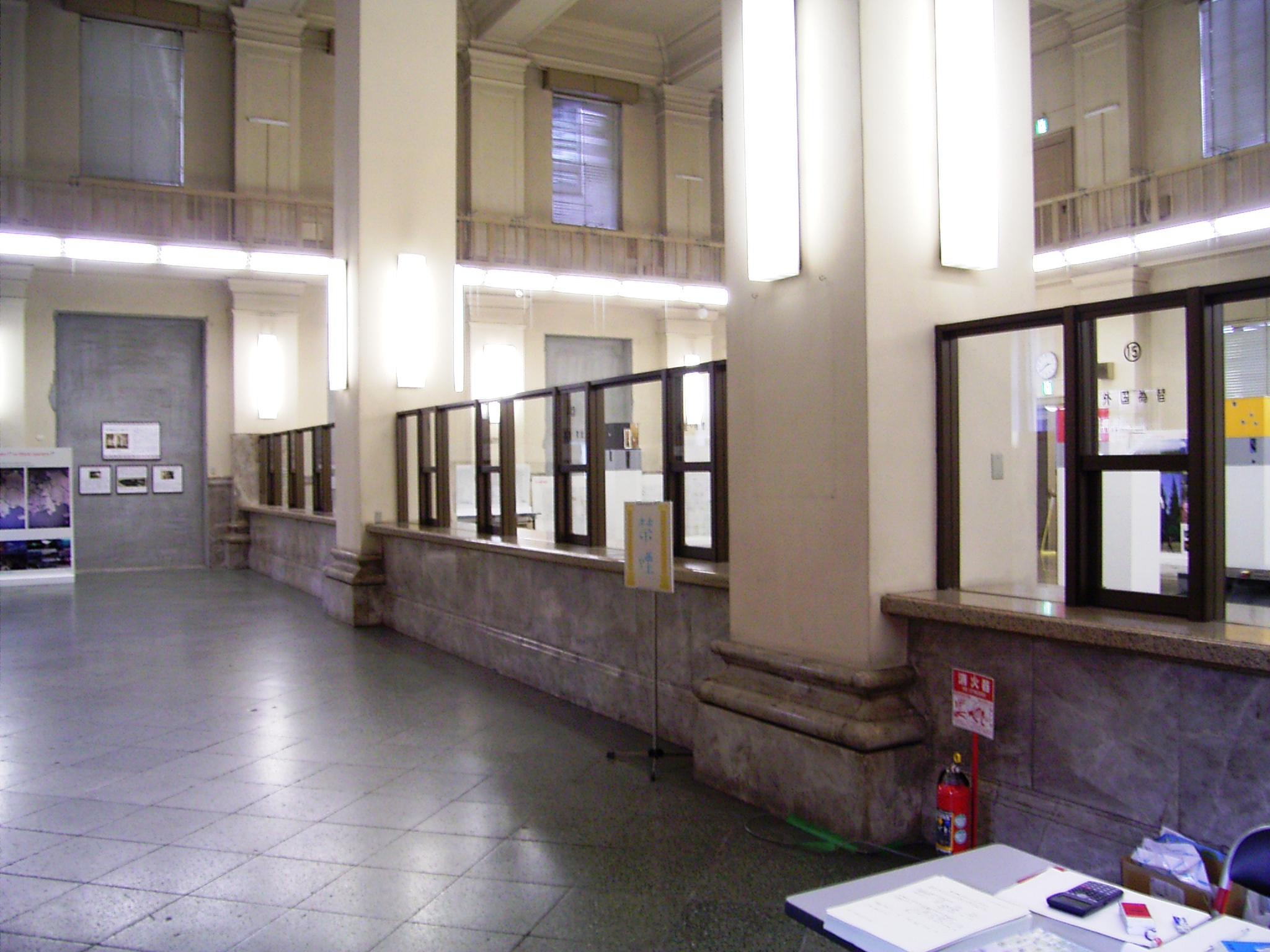
1階受付
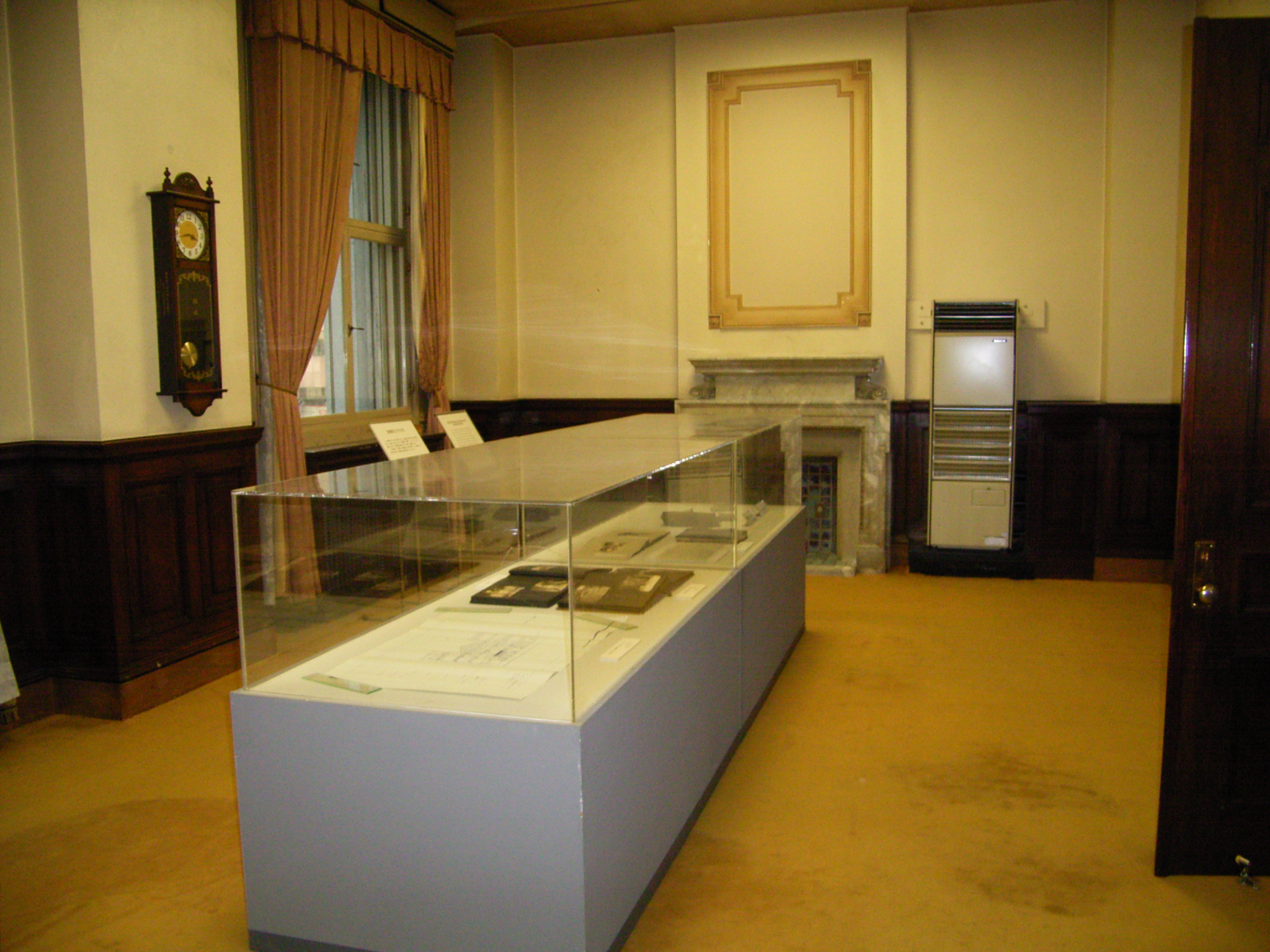
2階支店長室
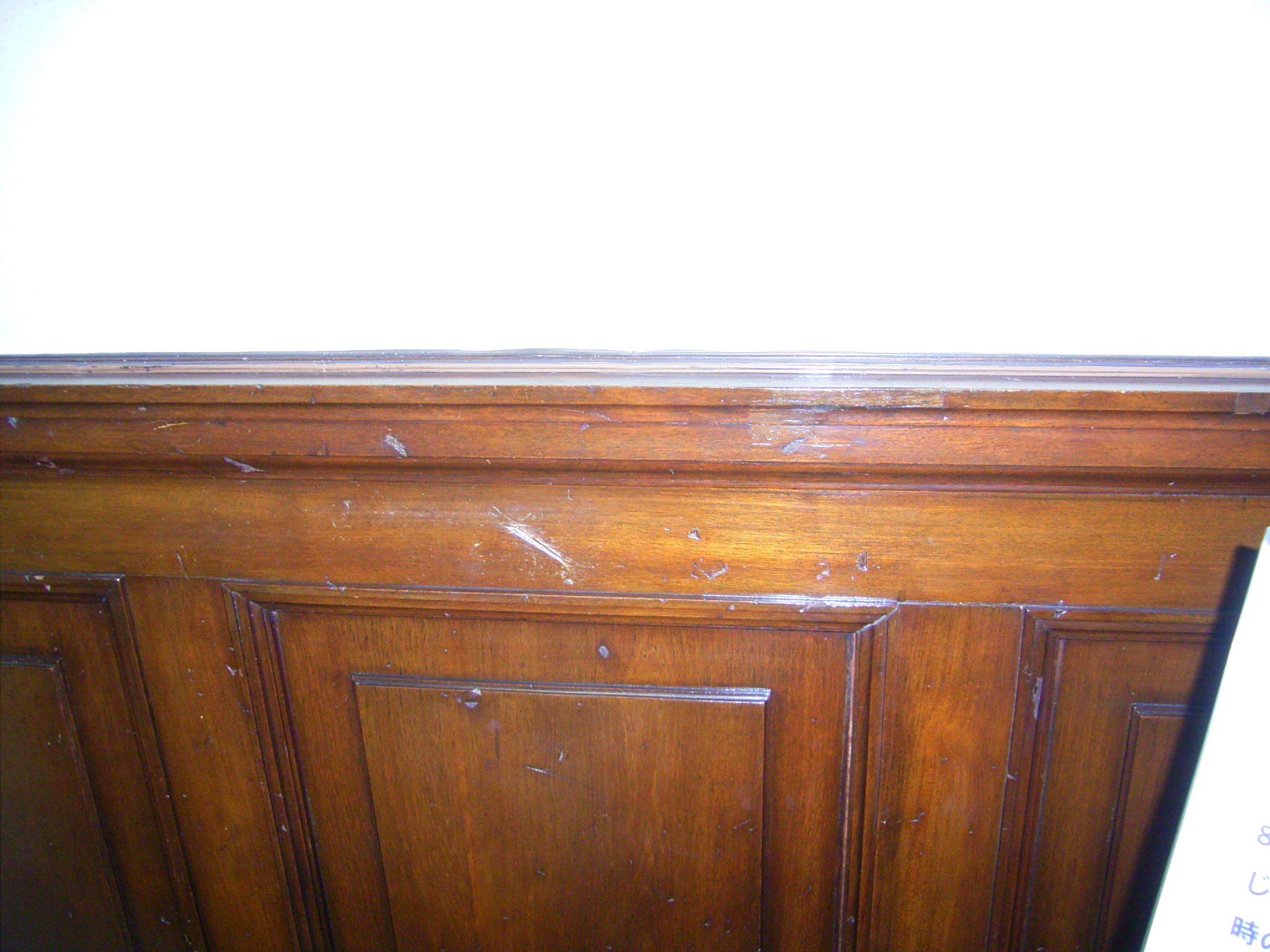
2階支店長室の、原爆投下時にガラス片で出来た壁の傷
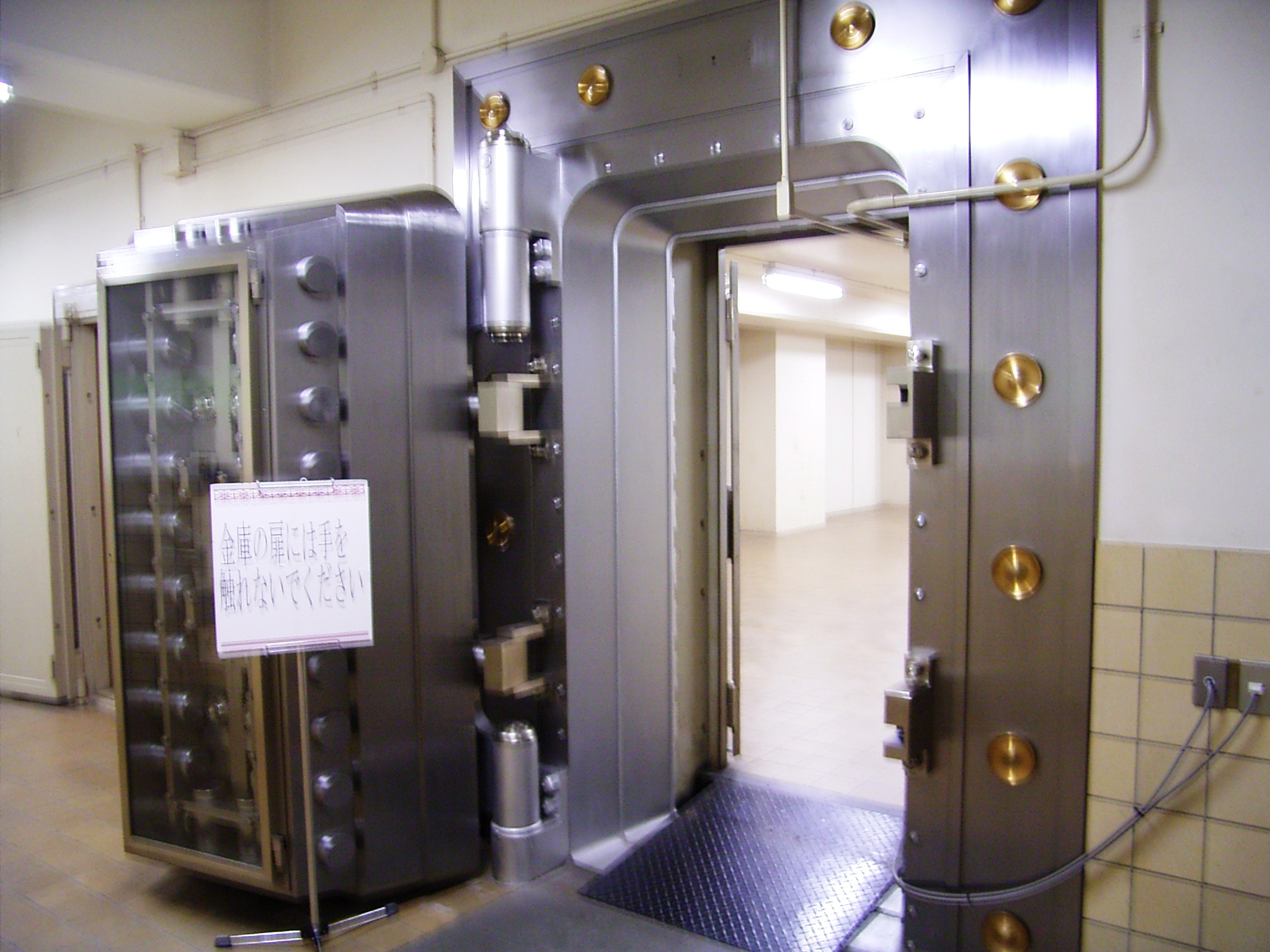
金庫室の扉
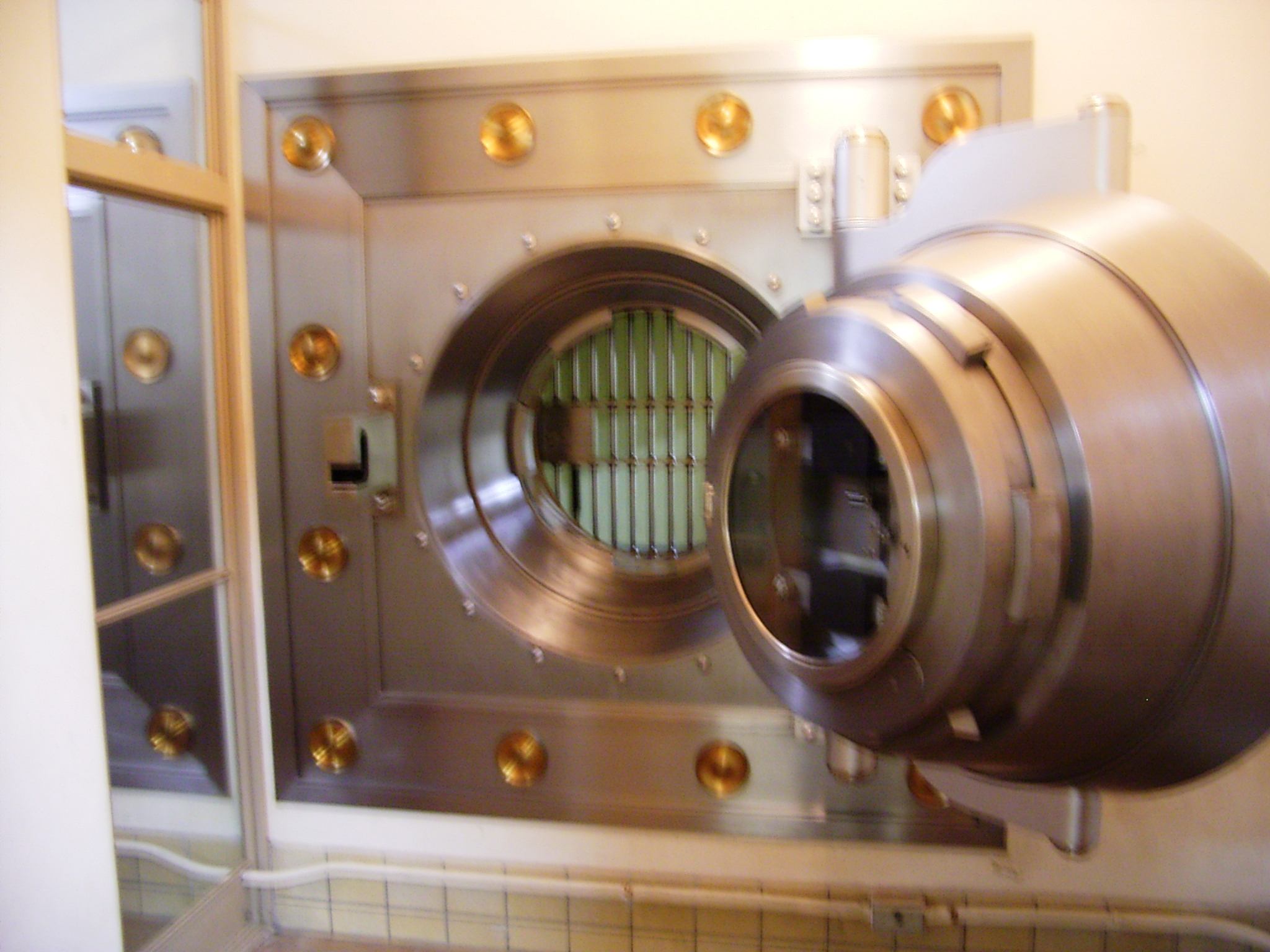
金庫室の扉

## 略歴

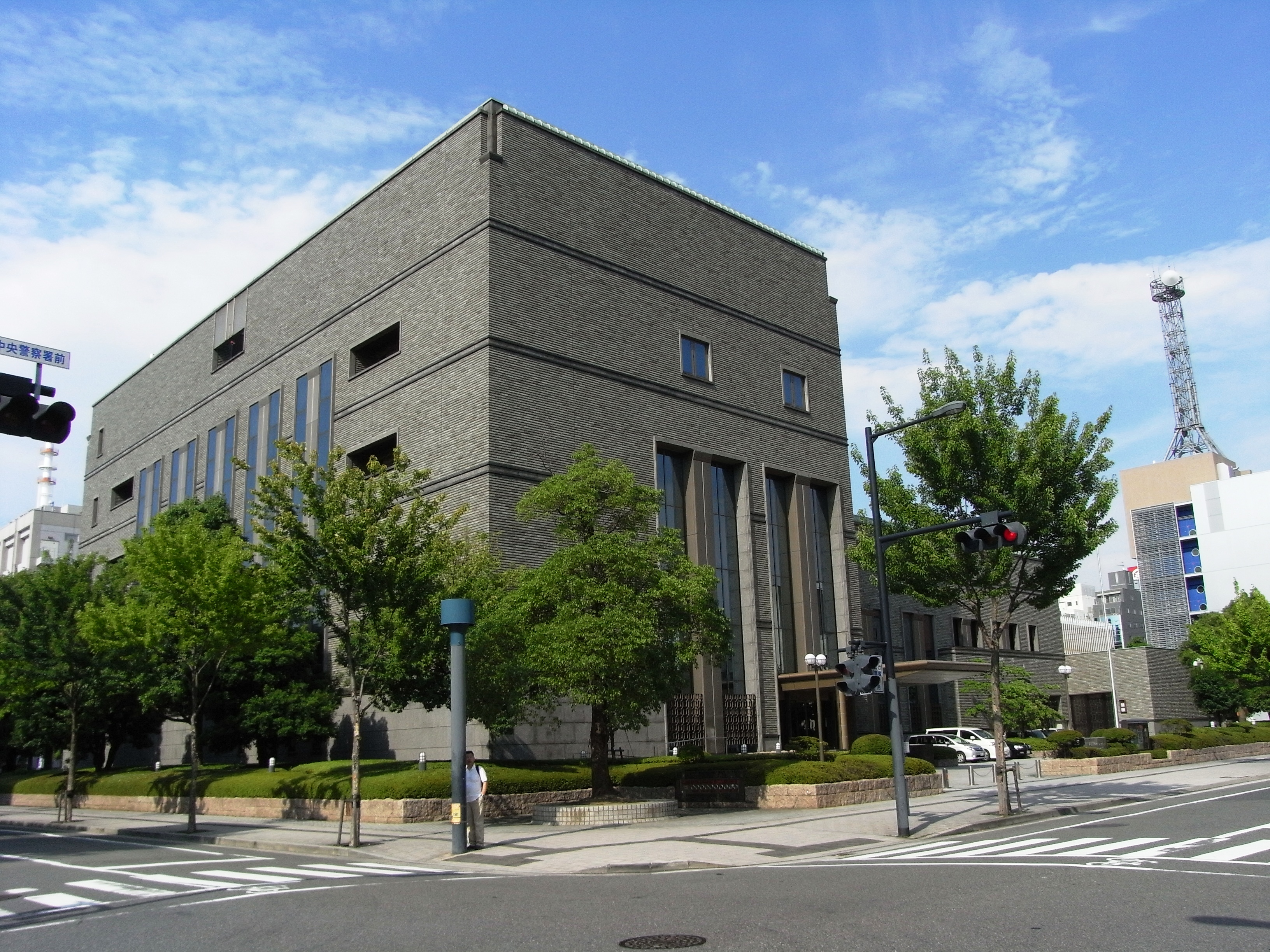
中区基町にある現在（3代目）の日銀支店。

- 1905年（明治38年） - 日本銀行広島出張所を水主町（現中区加古町）に設置（初代）[3]。
- 1936年（昭和11年）9月 - 業務の拡大に伴い、袋町に新築移転（2代目、本項で述べる）[3]。
- 1945年（昭和20年）8月6日 - 原爆被災。倒壊を免れる[3]。
- 1945年（昭和20年）8月8日 - 業務再開[3]。
- 1946年（昭和21年）12月 - 営業所の復旧工事完成。
- 1966年（昭和41年）8月 - 敷地内に職員慰霊碑が造られる。
- 1970年（昭和45年）3月 - 北側に新館新築。敷地面積2,614m2、建物面積1,339m2 [3][14]。
- 1992年（平成4年）3月 - 支店を中区基町に移転（3代目）、この旧広島支店は空家となった[2][3]。
- 1994年（平成6年）2月 - 「旧日本銀行広島支店」として被爆建物台帳に登録[3]。
- 1996年（平成8年） - 日銀が市への売却方針を表明[15]。それを受け、市は被爆建物のみ保存する考えを表明。
- 1997年（平成9年）6月 - 日銀が新館撤去[3][14]。
- 1999年（平成11年）9月 - 日銀が旧新館敷地を民間企業に売却[14]。
- 2000年（平成12年）7月25日 - 市が指定重要有形文化財に指定[3]。
- 2000年（平成12年）7月31日 - 日銀から市へ無償貸与。同時に国の重要文化財に指定された場合には無償贈与する方針を決定。
- 2001年（平成13年）3月5日 - 暫定的活用を開始[14]。
- 2005年（平成17年）8月1日 - 常時開館開始。

## 沿革

### 被爆直前
被爆当時も通常業務を行っていたが、1945年6月頃から防空対策も行っていた。なお堅牢な建物であったことから軍部から特別な指示はなかった。
- 三次の芸備銀行（現広島銀行）三次中町支店内に日銀三次分室を設置し、一部業務を分散する[9]。
- 天井のトップライトおよび照明を材木で遮蔽[10]。
- 屋上に厚さ1mほどの土盛りを施す[9]（これのお陰で被爆時に天井が壊れなかった[17]）。
- 金属類回収令によってエレベーターは軍事供出されていた[14]。
- 非常時に備えるため、宿直担当を多めにおいていた[9]。
- 3階のみ同年5月ごろから大蔵省広島財務局が間借り（疎開）していた[18][10]。財務局員も通常業務を続けており、更に宿直当番にも加わっていた[19]。
- 被爆前日である同年8月5日、敷地北側にあった木造の三和信託銀行（現三菱UFJ信託銀行）広島第二支店を建物疎開し防火用地および防空壕を設置[9][20][10]。

在籍行員数は実動者85人（日銀公表）、あるいは95人（原爆戦災誌）。なお被爆当日は職域義勇隊として市内で建物疎開作業に従事していなかった。日銀3階に勤務した広島財務局員数は不明。

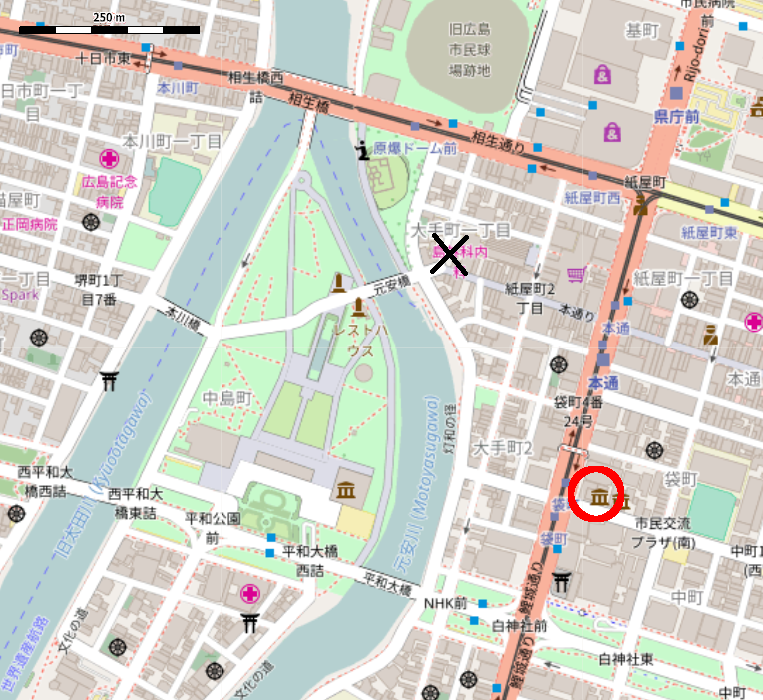
爆心地と旧日本銀行広島支店の位置
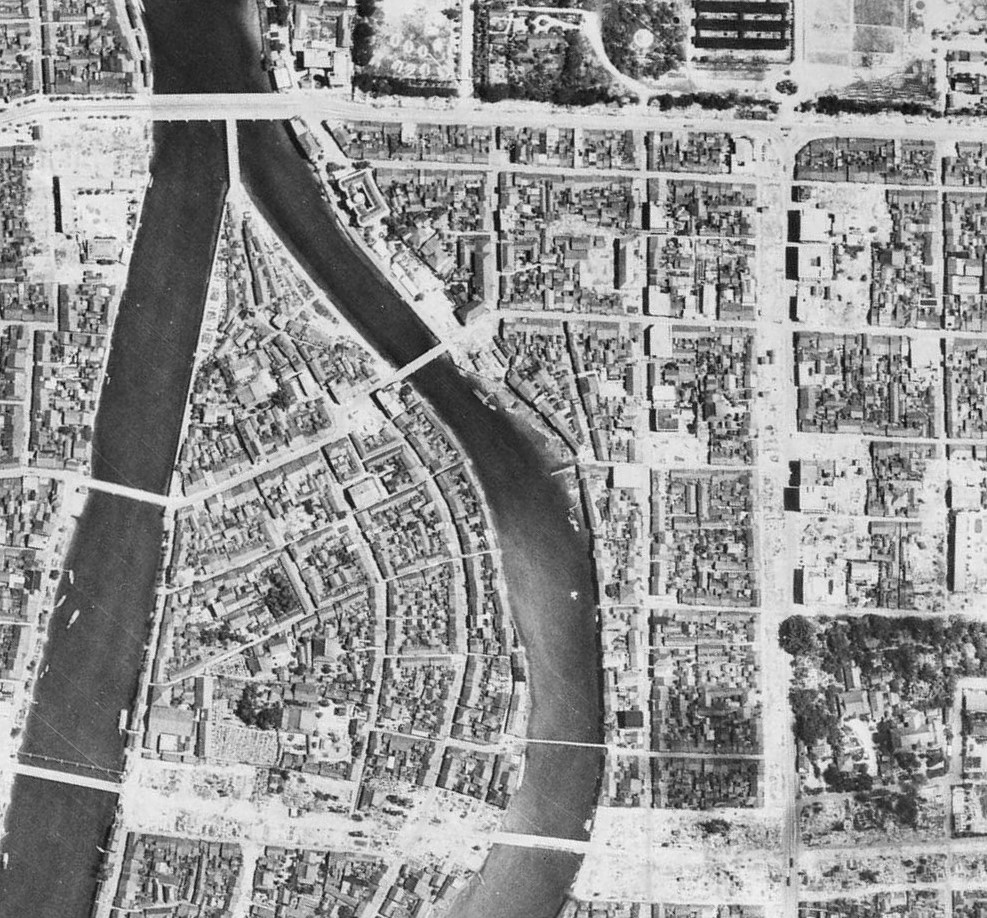
1945年7月25日
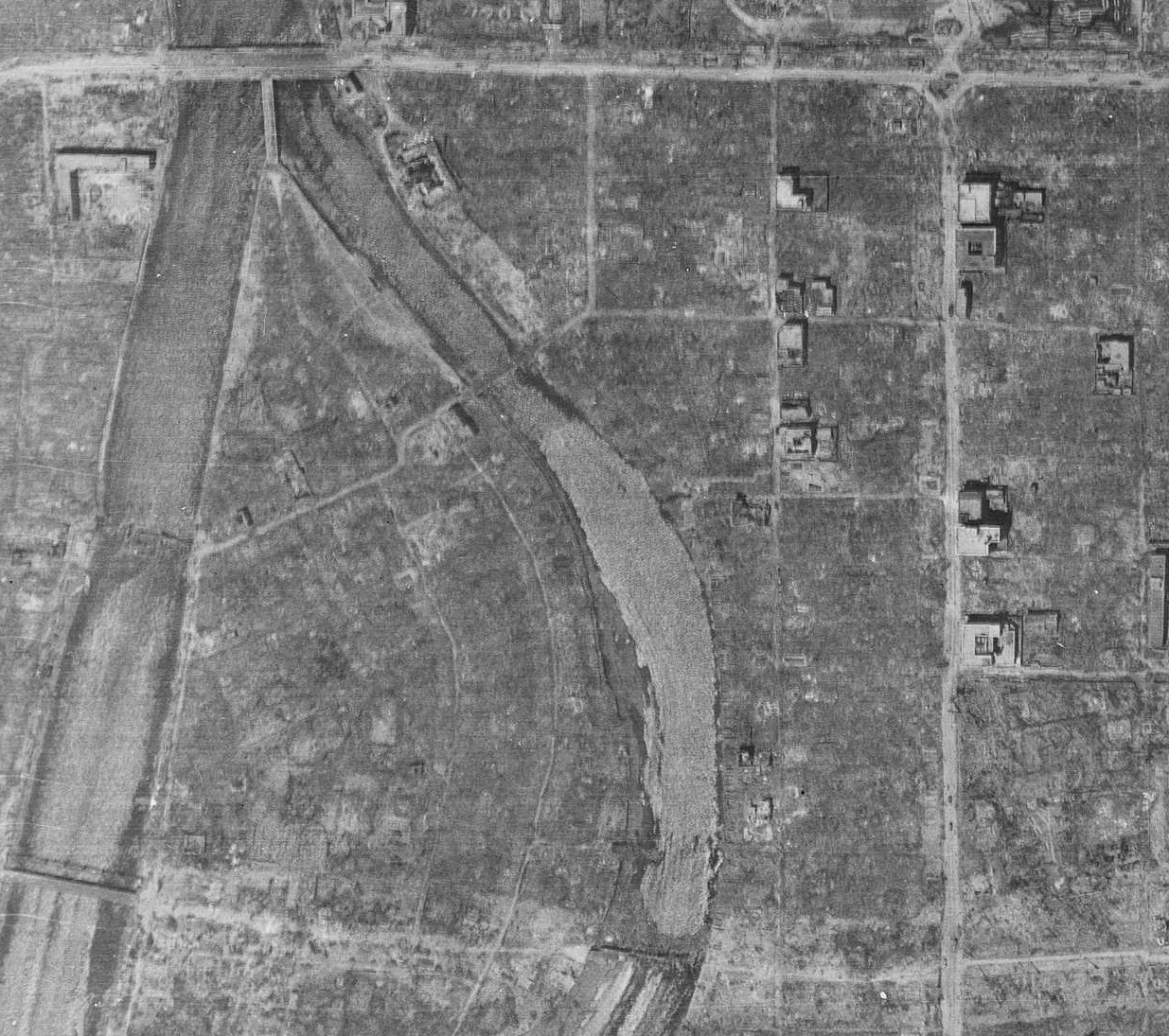
1945年8月8日

### 被爆
1945年8月6日、被爆。建物は爆心地から約380mに位置していた。建物正面左側角が爆心地方向になる。
建物自体はその堅牢性から天井は落ちず倒壊を免れた。3階は出勤していた財務局員が窓を開けていたため全焼、2階の一部でも火災が発生していたが消火することができた。1階と2階はよろい戸を閉じていたため地下金庫室とともに内部損傷は免れたものの、爆風によって1階・2階の窓は窓枠ごと破壊されている。地下金庫室・倉庫共に無事だったが、エレベーター口から吹き込んだ爆風により金庫前の鉄格子が吹き飛ばされた。そののちに店内で雨漏りが発生していたことから天井はまったく無傷ということはなかった。
ちなみに、東隣の山陽記念館（現頼山陽史跡資料館）はこの建物が盾となったため全壊を免れている。また銀行前では爆風により広電電車が脱線して東方向へ半回転し、全焼していた。
行員のほぼ全員が店内や出勤途上や自宅等で被爆した。日銀広島支店全体での被害者数は、日銀公表では死者37人負傷者15人、広島原爆戦災誌では即死者29人（応召者5人含）その他の死亡者13人負傷者21人。店内で被爆した行員の被害者数は、日銀『みたまやすかれ』（1977年刊）では行員8人が死亡、原爆戦災誌では行員12人のうち即死5人重傷5人軽傷2人。
広島財務局員の店内での死者数は12人。9人は被爆により負傷し逃げられないまま焼死、屋上で被爆したとされる女子事務員3人は隣の山陽記念館の屋根の上で死体として発見されている。当時の行員によると、動くことが出来た人間がもう少しいたら3階の火災は止められたであろうと証言している。
被爆当日は食堂などが負傷者の収容所となる。3階以外は焼失しなかったこと、日銀支店という重要度から、生き残った行員は被爆後もその場から避難せず店内で作業に従事していた。生き残った局員も日銀行員とともに救護作業を行っている。

### 復旧
6日夜半から7日にかけ軍隊や近郊の警防団の手伝いもあり片付けを終え、日銀岡山支店の応援もあり8日には業務を再開した。また、被災して営業が不可能となった市内の各金融機関のために、窓口を12区分し仮営業所を設置し各金融機関が通帳がなくても窓口で確認できれば支払いする「自由支払い」業務を開始している。
財務局も当日に後片付けを終えて復旧した後、20日に一時的に可部税務署の一角に移っている。復旧に伴い各金融機関の仮営業所は順次除かれ1946年春には全撤去された。支店建物の復旧工事は同年11月完成している。
1966年8月、敷地内に「日本銀行広島支店職員慰霊碑」が造られた。1992年基町への移転と共にその慰霊碑も移設している。

### 市へ移管
1988年日銀は中区基町に新築移転を決定、1992年日銀は中区基町に新築移転したことにより、この建物は日銀によって処分が考えられていた。
この頃、被爆50年目にあたり広島市は市内にある被爆建物を洗い直していた時期であり、1994年広島市は旧日銀支店を被爆建物台帳に登録、更に広島市を中心に建物を保存するよう要望が出していた。そこで日銀は広島市へ売却する方向で進めようとするものの、広島市はその購入費用について高額であったため難色を示した。逆に広島市が日銀・大蔵省および建設省に対し出した提案が「広島平和記念都市建設法に基づく贈与」であった。日銀と市は協議の結果、文化財保護法に基づき国の重要文化財に指定されれば無償贈与、広島市指定重要文化財に指定されれば市が維持管理費を全額負担し固定資産税や都市計画税など租税免除する無償貸与、とする方針を決定した。
2000年7月25日広島市指定重要文化財に指定、同月31日平和記念都市建設法に基づき使用貸借契約（無償貸与）を締結する。
その後、市は市民や各種市民団体等からのアイデアや意見を集め、2001年2月学識経験者を中心に「旧日本銀行広島支店保存活用方策検討委員会」を設置、委員会からの報告書および浅利慶太や安藤忠雄ら著名文化人の提言を受け、2003年市は「建物全体を市民主体の芸術・文化活動発表の場として活用する」ことを決定した。

### 国重文指定に向けて
2001年文化財としての公開も兼ねて暫定的活用を開始、2005年被爆60年目の節目を迎えるにあたり常時開館を開始した。常時開館に合わせて、表に木製の仮設スロープの設置を行った。
暫定で様々な展示が行われてきた。
- 2002年から折り鶴を市の方針により長期保存することになり、その一部をここで常設展示していたが、2012年から長期保存せずに再利用することを前提とする方針に転換したことにより展示はなくなっている[35][36]。
- 2015年から2017年まで広島平和記念資料館の全面改修に伴い、資料館収蔵資料の常設展示をしていた[37]。

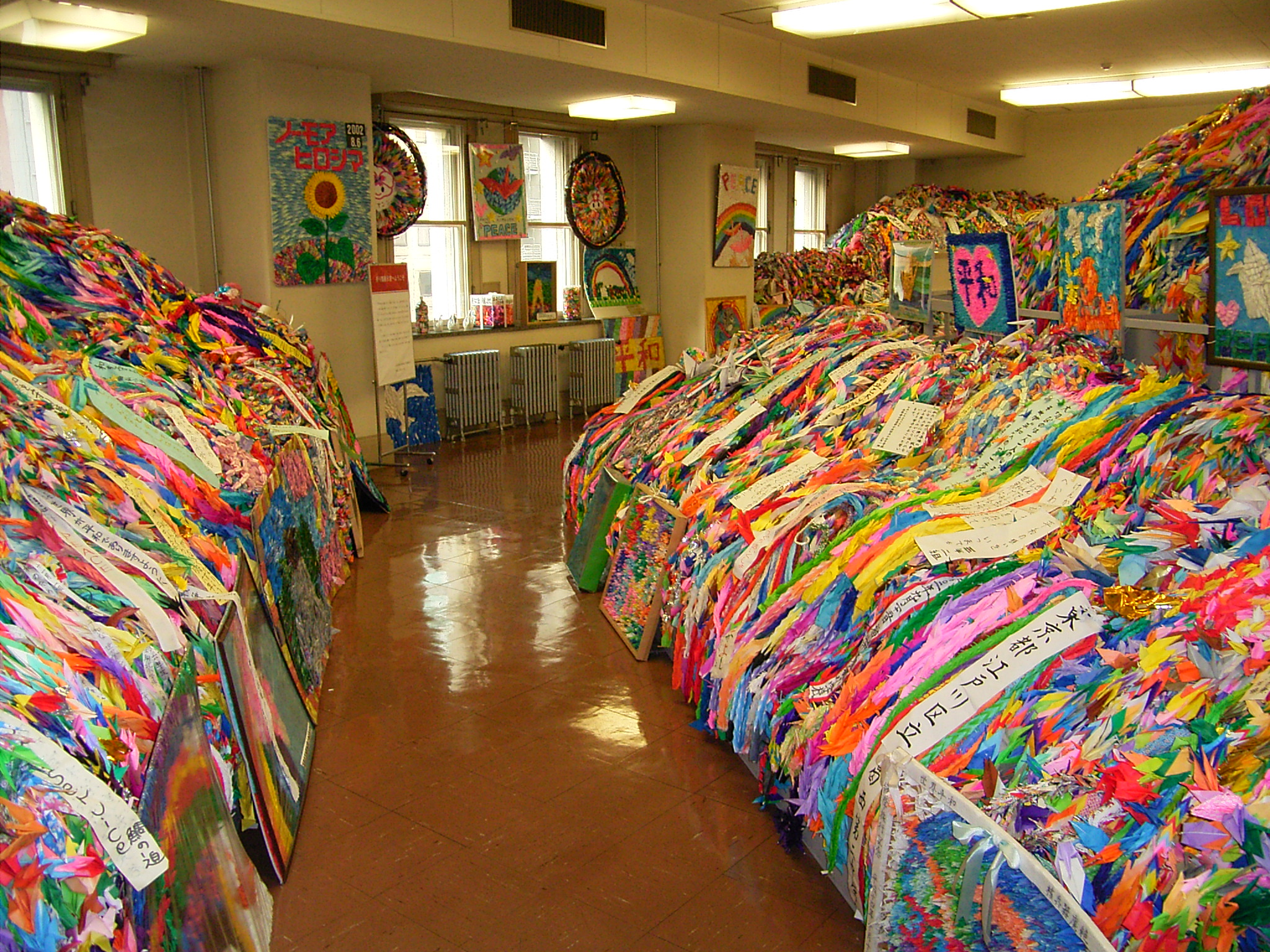
かつて展示されていた折り鶴
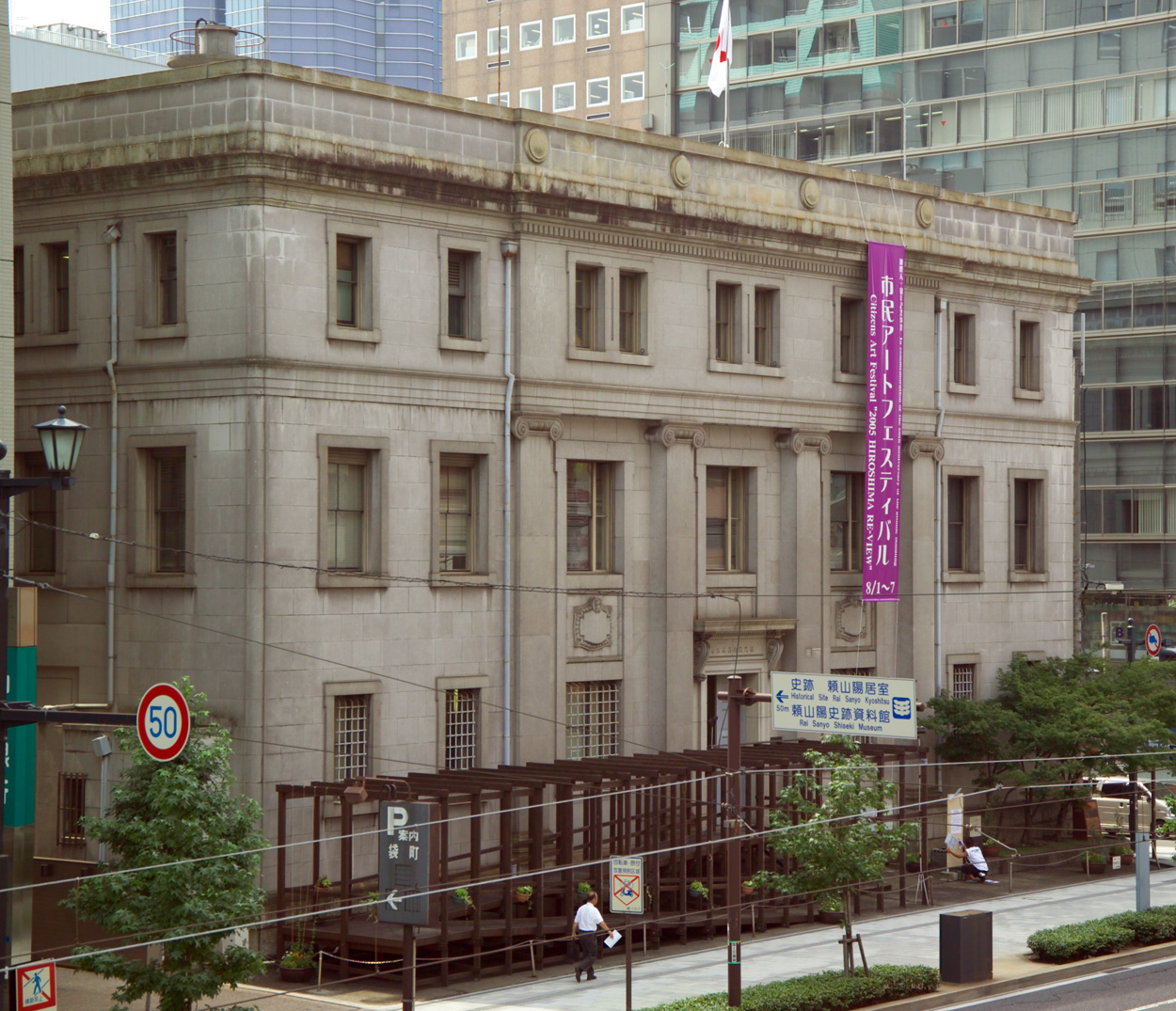
北側から（2005年）。当時は東側入り口北側に仮設スロープを設置していた。
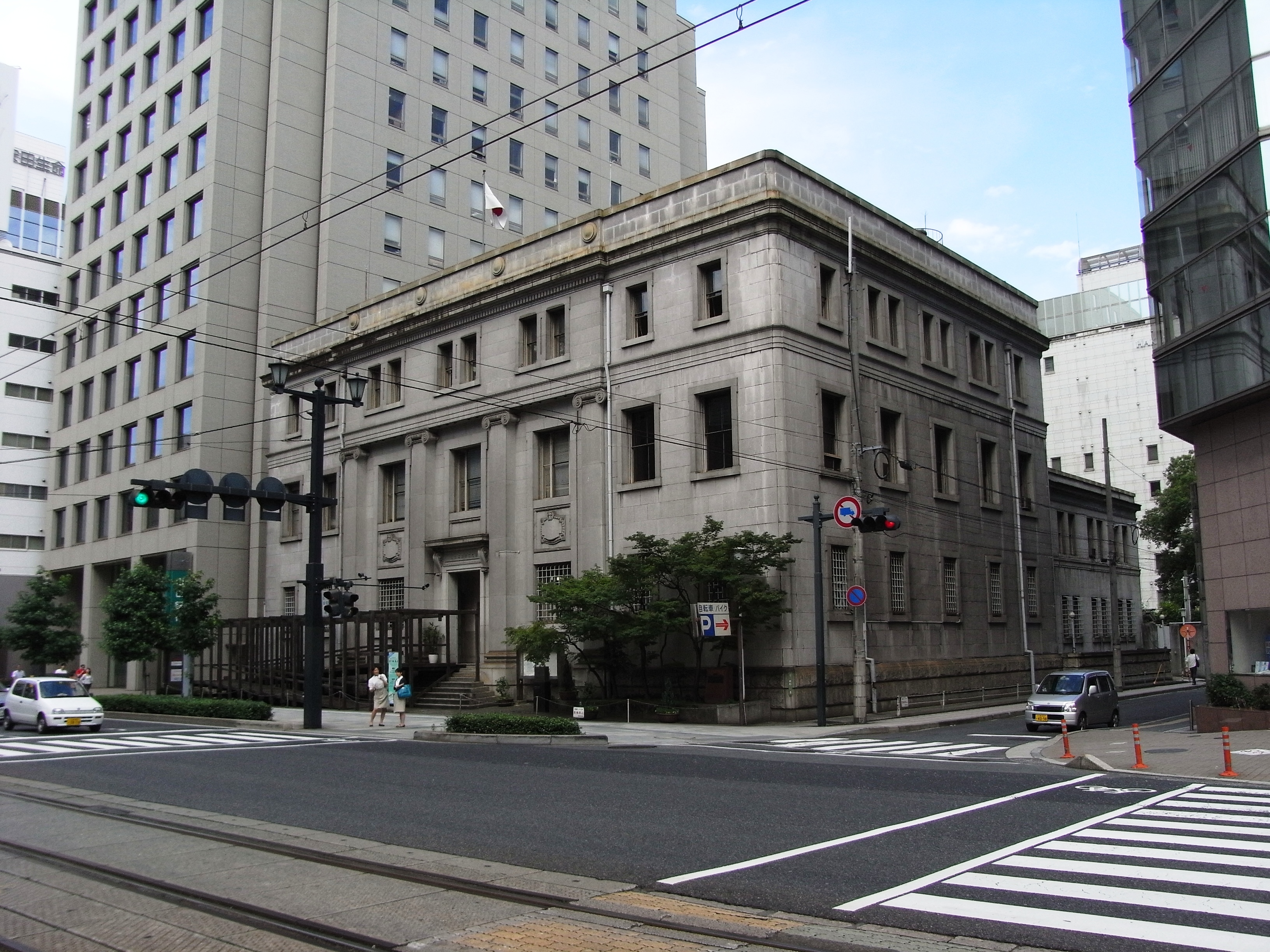
南側から（2008年）

国重文指定に向けて、市により改修されている。
- 2009年 : 建物の保存および展示方法を変更するため改修工事が決定、2009年（平成21年）4月から一時閉館した。閉館期間中に、表の仮設スロープの撤去、裏（西側）に恒久的なスロープの設置及びエレベーター1基の交換などのバリアフリー化、耐震・防火工事などを行い、2010年4月再開館した[38]。
- 2012年 : 文化的価値を高めるため被爆直後の1950年代の姿に復元することが決定。それ以降に作られた1階の天井板を撤去し、内装を当時のものに復元できるかどうか調査しながら行われた[39]。
- 2022年 : 被爆直後の1950年代の姿に復元する本格的な復旧工事が決定。2017年工事業者を決める入札が行われたが東京五輪に絡んだ人手不足があって入札不調が続き、5年後の2022年3月から工事が始まった[40][5]。そして2023年9月工事完了、総事業費2億6,700万円[5]。

## 交通
- 広島電鉄
  - 広島電鉄宇品線・袋町停留場下車、徒歩1分
- 広電バス
  - JR広島駅より3号線・観音三菱・広島ヘリポート行き、袋町バス停下車、徒歩1分